# Аугулис, Улдис
Улдис Аугулис (латыш. Uldis Augulis, род. 16 марта 1972, Добеле, Добельский район) — латвийский политический деятель. Министр благосостояния Латвии (с 22 января 2014 года). Бывший министр сообщения Латвии (2010-2011 годах) и министр благосостояния Латвии (2009-2010 годах). Депутат 9, 10 и 11 Сеймов Латвии. Совладелец «Īves» (1990—1996). Владелец фирмы «Auguļi». Председатель правления партии "Союз зелёных и крестьян". Окончил Латвийский университет (2003 год). Латвийский представитель ЕС в Региональном комитете. Председатель думы Берзской волости (с 2000 года по 2006 год).